# Club Atlético Barracas Central
O Club Atlético Barracas Central é um clube de futebol argentino, fundado no dia 5 de abril de 1904. Sua sede está no bairro de Barracas, que fica na cidade de Buenos Aires.
O clube atualmente disputa a primeira divisão do Campeonato Argentino.
Seu estádio leva o nome de Claudio Chiqui Tapia e conta com capacidade para 2.700 pessoas aproximadamente. Seu maior rival é o Sportivo Barracas, com que faz o "clássico barraqueño".

## Títulos

### Torneios nacionais

#### Era Amadora
- Divisão Intermediária do Campeonato Argentino (1): 1919

#### Era Professional
- Terceira Divisão do Campeonato Argentino (2): Primera C de 1944 e Primera C de 1948,
- Quarta Divisão do Campeonato Argentino (3): Primera D de 1974, Primera D de 1981 e C de 2009–10
- Vice-campeão da Quarta Divisão do Campeonato Argentino (1): Primera C de 2003–04

### Outros títulos
- Vencedor do Torneio Reduzido pelo acesso à Primera C (2): 1988–89, 1991–92